# Superincisione del prepuzio

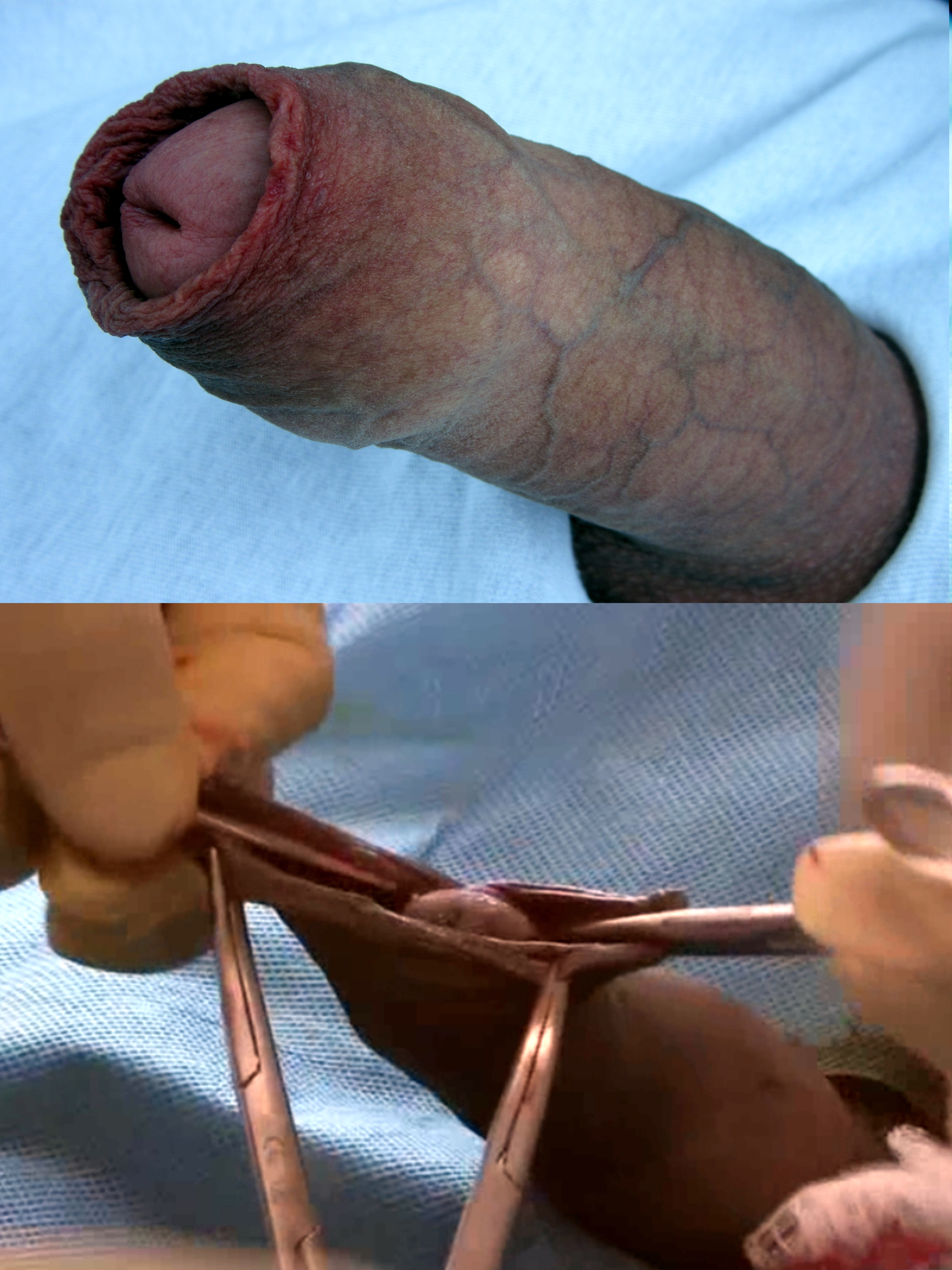
Una superincisione del prepuzio.

La superincisione del prepuzio è sia una forma di modificazione corporea che una pratica medica, che consiste nell'incisione del prepuzio dalla punta del pene fino alla corona del glande al fine di esporre il glande senza che vi sia rimozione del tessuto. 
Tale incisione è stata utilizzata come pratica tradizionale in numerose popolazioni, in modo particolare tra quelle delle Filippine e delle isole del Pacifico, probabilmente per migliaia di anni.
Nella pratica medica occidentale, la superincisione del prepuzio era usata come alternativa alla circoncisione per porre rimedio a condizioni dovute alla presenza di fimosi, cioè un restringimento dell'orifizio prepuziale che impedisce la scopertura del glande, o di parafimosi, che porta invece all'impossibilità di ricoprire il glande col prepuzio una volta che quest'ultimo è stato retratto, ma non ha mai avuto una grande diffusione soprattutto a causa dell'aspetto che restituisce al pene. Sebbene sia una pratica chirurgica meno invasiva della circoncisione, la superincisione, lasciando l'incisione aperta, risulta comunque più invasiva della prepuzioplastica. Essa è tutt'oggi praticata qualora la circoncisione o altri metodi risultino impraticabili o indesiderabili.
La superincisione del prepuzio non va confusa con la superincisione del pene. Quest'ultima è infatti un corrispettivo della subincisione del pene (rispetto alla quale è praticato molto più raramente) effettuato però nella parte superiore dell'organo, e consiste quindi in un'uretrotomia in cui la parte superiore del pene viene incisa e l'uretra aperta longitudinalmente, dal meato urinario fino quasi alla base dell'asta, per una lunghezza che può variare nei diversi casi.

## Pratica tradizionale
Poiché sia la superincisione che la circoncisione sono forme di modificazione genitale che espongono il glande del pene, può risultare difficile, consultando fonti piuttosto datate, quale delle due pratiche esse stiano descrivendo o illustrando. La comunità scientifica è ad esempio divisa circa un'immagine proveniente dall'antico Egitto e risalente ad oltre 4 000 anni fa, spesso descritta come la prima documentazione della circoncisione, che potrebbe però in realtà rappresentare una superincisione.
La superincisione del prepuzio è stata largamente praticata dai popoli delle isole del Pacifico, dalle isole Hawaii alle Filippine. Tuttavia, con la crescente urbanizzazione, le pratiche tradizionali hanno via via lasciato spazio a operazioni praticate chirurgicamente, le quali sembrano essere molto richieste dai genitori per i propri figli.
L'eccezione più significativa alla pratica della superincisione nel Pacifico è quella costituita dal popolo Māori, i cui appartenenti sono diffusi soprattutto in Nuova Zelanda, presso il quale non è praticata né la circoncisione né la superincisione del prepuzio, in virtù di una modifica alla tradizione che i Māori sembrano aver effettuato dopo il loro arrivo in Nuova Zelanda (essi hanno comunque mantenuto il termine indigeno ure haea, letteralmente "divisione del pene", con cui identificano la superincisione).

### Variante praticata in alcune tribù africane
Presso i Masai, un popolo nilotico che vive sugli altopiani intorno al confine tra Kenya e Tanzania, è ancora oggi praticata, sebbene non in maniera così diffusa come un tempo, un tipo particolare di superincisione del prepuzio. 
In questa variante, diffusasi poi anche nel popolo Kikuyu, non si ha un'incisione del prepuzio che va dalla punta del pene alla corona del glande, bensì un'area di pelle di forma ovale viene escissa dalla parte superiore del prepuzio, che solitamente è stato prima già accorciato, e il glande viene fatto passare attraverso il buco così realizzato. La parte di prepuzio che rimane penzolante sotto il glande ha un nome specifico in diverse lingue africane, ad esempio, in Gikuyu, essa dovrebbe essere identificata con il termine, ormai arcaico, ngwati. 

## Pratica medica

### Fimosi
La superincisione del prepuzio è stata a lungo utilizzata come rimedio alla fimosi negli adulti, essa era infatti relativamente più facile da praticare rispetto alla circoncisione, non implicava un rischio di danneggiamento del frenulo e, prima della scoperta degli antibiotici, dava meno rischi di infezione. Tuttavia la letteratura del settore riporta che, sebbene fosse un'"operazione piuttosto semplice", essa risultava "sgradita ad alcuni" soprattutto a causa dell'"aspetto simile ad uno straccio trasandato" che poteva produrre.
La superincisione del prepuzio è oggi piuttosto rara nei paesi occidentali come rimedio alla fimosi. Le linee guida standard suggeriscono infatti dapprima un approccio conservativo al problema e, se questo dovesse fallire, di effettuare una circoncisione o una prepuzioplastica, ove quest'ultima garantirebbe sia la conservazione del prepuzio che la risoluzione della fimosi.

### Parafimosi e altre condizioni
In alcuni casi, come risultato di una parafimosi, ossia di una condizione in cui il prepuzio non riesce più a ridistendersi e a coprire il glande, o di una grave balanite, il prepuzio può gonfiarsi dolorosamente. In questi casi, se tutti gli approcci conservativi di diminuzione del gonfiore hanno avuto esito negativo, la superincisione del prepuzio viene quasi sempre praticata in preferenza alla circoncisione. Mentre un tempo, inoltre, si raccomandava di effettuare una circoncisione una volta risolta la condizione di emergenza, oggi questo non è più consigliato, anzi, spesso si opera una sutura del prepuzio inciso in modo da ripristinarne l'aspetto iniziale. Proprio per la possibilità di ripristino appena menzionata, secondo alcuni la superincisione del prepuzio sarebbe da preferire alla circoncisione anche nel caso di fimosi.